# 杨善林
杨善林（1948年10月5日—），男，安徽怀宁人，中国管理科学与信息系统工程专家，中国工程院院士。

## 生平
1966年7月，毕业于安徽省桐城中学。后入学合肥工业大学计算机应用专业。之后留学澳大利亚墨尔本大学、德国德罗斯顿工业大学。1994年，担任合肥工业大学管理学院院长，1996年7月至2006年6月，任合肥工业大学副校长。2018年2月24日，当选为第十三届全国人大代表。

## 奖项和荣誉
2008年获评国家级高等学校教学名师奖。2013年当选为中国工程院院士。2014年被授予全国五一劳动奖章。2015年获复旦管理学杰出贡献奖。2017年获全国创新争先奖。2018年10月获中国系统工程学会“系统科学与系统工程终身成就奖。

## 学术贡献
长期从事智能决策理论与技术、信息系统理论与技术、发展战略规划与系统管理理论等基础理论研究，先后获国家科技进步二等奖2项，省部级科学技术一等奖6项，教育部自然科学一等奖1项。

## 社会兼职
国务院学位委员会管理科学与工程学科评议组召集人，教育部科技委战略咨询委员会副主任及管理学部常务副主任，中国质量协会副会长，中国管理现代化研究会轮值理事长，中国机械工程学会工业工程分会主任委员，中国优选法统筹法与经济数学研究会副理事长，《预测》杂志主编等。